# MOBA

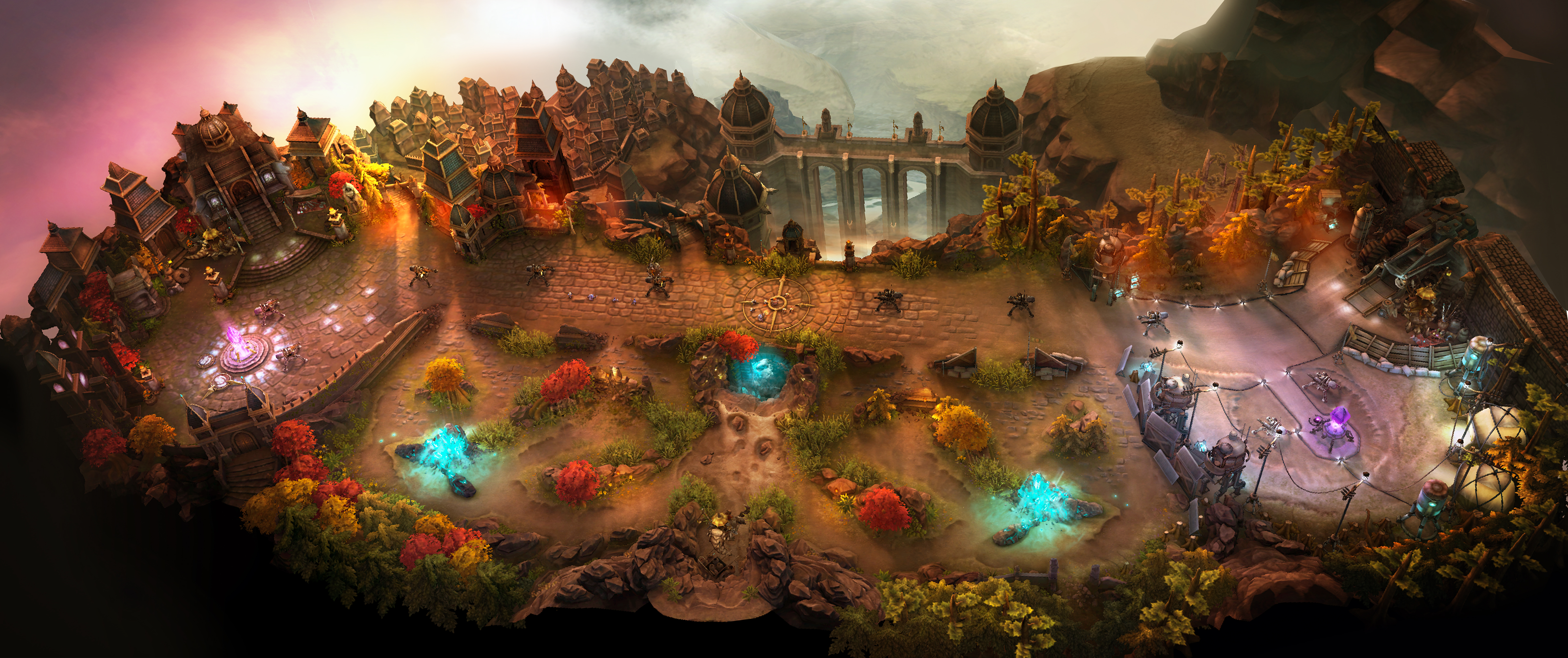
Карта Halcyon Fold із гри Vainglory містить одну дорогу, що з’єднує дві командні бази, і «джунглі» біля дороги.

MOBA (англ. Multiplayer Online Battle Arena, укр. Багатокористувацька онлайнова бойова арена) — піджанр відеоігор-стратегій в реальному часі, де гравець контролює тільки одного персонажа в складі однієї з двох протиборчих команд. Основним завданням ставиться знищити ключову структуру на базі противника. Гравець, на відміну від звичних стратегій в реальному часі, не будує ніяких споруд для отримання додаткових військ. Персонажі обох команд можуть розвиватися, збільшуючи свої характеристики, отримувати нові здібності і спорядження, подібно до рольових відеоігор.
Замість абревіатури MOBA може також використовуватися ARTS (Action Real-Time Strategy).

## Історія
Коріння піджанру MOBA можна прослідкувати до ранніх стратегічних відеоігор, таких як наприклад Herzog Zwei 1989 року. Проте сучасні MOBA-ігри походять від спеціальних карт для стратегій реального часу Blizzard. В 1998 році за допомогою ігрового редактора StarEdit моддер під псевдонімом Aeon64 створив для гри StarCraft карту Aeon of Strife, яка стала вельми популярною. На ній гравець керував одним з чотирьох героїв, що боролися з контрольованими комп'ютером противниками, які наступали по чотирьох лінях. В 2002 році вийшла Warcraft III, для якої користувачем Eul було розроблено карту Defense of the Ancients (DotA). Там герої мали можливість отримувати рівні, купувати предмети і вивчати нові можливості. В 2004 році найкращі напрацювання для цієї карти були зібрані в DotA Allstars. У версіях 3.хх-4.хх до розробки підключився користувач Guinsoo, під керівництвом якого DotA стала найвідомішим представником MOBA. Згодом проєкт було передано анонімному геймдизайнеру IceFrog.
В 2008 році популярність DotA привернула увагу розробників ігор. Того ж року The Casual Collective видали флеш-гру Minions, а Gas Powered Games видали свій проєкт — Demigod. Наприкінці 2009 вийшла League of Legends від Riot Games. Розробники якої визначили жанр гри як MOBA. IceFrog, котрий продовжував роботу над DotA: Allstars, був найнятий Valve Corporation для роботи над новою версією карти. Протягом 2010 року вийшли Heroes of Newerth від S2 Games та Realm of the Titans від Aeria Games.
13 жовтня 2010 компанія Valve Corporation анонсувала свій дебютний проєкт у цьому жанрі — сиквел до DotA під назвою Dota 2, що вийшов 9 липня 2013. На BlizzCon 2010 компанія Blizzard офіційно анонсувала свою окрему гру, початково названу Blizzard DOTA. Між компаніями Blizzard та Valve виникла суперечка через права на торгову марку «Dota». 11 травня 2012 року було оголошено, що права отримає Valve, а Blizzard змінить назву свого проєкту на Blizzard All-Stars.. Урешті-решт гра від Blizzard вийшла 2 червня 2015 року під назвою Heroes of the Storm, до того часу під час бета-тесту у неї вже зіграли більше 9 мільйонів користувачів.
В наступні роки випускалися й інші MOBA-ігри: Rise of Immortals (2011), Prime World (2012), SMITE (2012).

## Ігровий процес

Схема типової карти MOBA. Жовтими лініями позначені доріжки, де сфокусована дія. Синіми і червоними точками — оборонні споруди. Четвертями кіл в кутках — бази команд, всередині яких помічені ключові споруди.

Гравець керує одним сильним юнітом, що називається героєм. Коли біля героя помирає ворожий юніт, герой отримує очки досвіду. Накопичивши певну їх кількість, герой підвищує свій рівень, що покращує його бойові характеристики і дозволяє вивчити нові або поліпшити наявні вміння. Якщо герой помирає, деякий час він знаходиться у режимі відродження, час знаходження в якому збільшується з рівнем героя, після чого він знову з'являється на своїй базі з повним здоров'ям. Герої отримують кошти за вбивство ворожих військ, героїв і знищення ворожих будівель. На ці кошти герой може купувати корисні предмети.
Періодично на базах гравців з'являються керовані комп'ютером істоти кріпи (англ. creeps) і рухаються по спеціальних лініях до бази противника, борючись з усіма зустрічними ворогами. На карті розставлені захисні споруди, які ведуть вогонь по ворожих військах поблизу. Гравцям для подальшого просування слід послідовно знищувати ці вежі, щоб дійти до ворожої бази і знищити її головну споруду.

## Найвизначніші ігри
- DotA
- Heroes of Newerth
- League of Legends
- Dota 2
- Sins of a Dark Age
- Heroes of the Storm
- Smite
- Strife (відеогра, 2015)
- Panzar
- Prime World
- Guardians of Middle-earth
- Heroes of Soulcraft
- Supernova
- Demigod
- Wild Fire
- Gigantic
- King of Wushu
- Deadbreed
- God of Destiny
- Core Masters
- Chaos Heroes Online
- Orcs Must Die! Unchained
- Awesomenauts
- Paragon
- Battleborn
- Heroes Evolved
- Brawl Stars